# Laomiao
Laomiao (kinesiska: 老庙) är en köping i östra Kina. Den ligger i stadsdistriktet Yingdong i staden Fuyang i provinsen Anhui, omkring 160 kilometer nordväst om provinshuvudstaden Hefei. Antalet invånare är 31749. Befolkningen består av 16 735 kvinnor och 15 014 män. Barn under 15 år utgör 23,0 %, vuxna 15-64 år 64 %, och äldre över 65 år 12,0 %.